# ザ・ファブ・フォー
ザ・ファブ・フォー（The Fab Four）は、アメリカ合衆国出身のバンドで、ビートルズのトリビュートバンド。1997年にアメリカ合衆国カリフォルニア州にてジョン・レノン役のロン・マクニールによって結成された。ビートルズの楽曲のみならず、各メンバーのソロ曲のカバーも披露している。なお、ビートルズのメンバー役のみならず、エド・サリヴァン役も在籍しており、ライブにて進行役を担当している。派生プロジェクトとして「Wingsband」「George Harry's Son」「Rutlemania」がある。
2019年時点での主な編成は、レノン役のアダム・ヘイスティングス、ポール・マッカートニー役のアーディ・サラフ、ジョージ・ハリスン役のギャビン・プリング、リンゴ・スター役のジョセフ・ボローニャの4名。

## 来歴
1997年、マクニールを中心に結成。南カリフォルニアを拠点として活動を開始した。
2000年に放送されたテレビ映画『The Linda McCartney Story』に使用曲の演奏で参加した。演奏曲は「I Want To Hold Your Hand」「Please Please Me」「Kansas City」。
2003年にハリウッド・ボウルにてビートルズが同場でライブを行なってから37周年となることを受け、記念公演を開催。
2008年1月29日放送のテレビドラマ『Dr.HOUSE』（フォックス放送）第80話「クリスマスの奇跡」で、ザ・ファブ・フォーが演奏した「The Little Drummer Boy」が使用された。
2009年9月9日に発売された音楽ゲーム『The Beatles: Rock Band』（日本未発売）のモーションキャプチャを担当。マクニールがジョン・レノン、サラフがポール・マッカートニー、アマドールがジョージ・ハリスン、サンドオーヴァルがリンゴ・スターという編成となっている。
2012年1月にPBSにて特別番組『The Fab Four: The Ultimate Tribute』が放送され、翌年にエミー賞を受賞した。
2013年に初来日し、3月30日に舞浜アンフィシアターで開催されたビートルズのファンイベント『WANNA BE祭 -なりきりビートルズ！ヤァ！ヤァ！ヤァ！』に出演。
2017年5月にウェスト・ハリウッドにあるナイトクラブ「ウィスキー・ア・ゴーゴー」にて、ビートルズのアルバム『サージェント・ペパーズ・ロンリー・ハーツ・クラブ・バンド』に収録の全曲の演奏を行なった。この模様は、AXS TVの『The World's Greatest Tribute Bands』にて放送された。
2018年よりレノン役として元ブートレッグ・ビートルズのメンバーであるアダム・ヘイスティングスが参加。同時に創始者のマクニールがレノン役から一時的に外れ、裏方に回った。
2020年、新型コロナウイルスの感染拡大の影響を受け、ストリーミング配信でのライブ活動を開始。同時にレノン役であったマクニールとスター役のサンドオーヴァルが復帰した。同年5月には各メンバーが自宅で「ヒア・カムズ・ザ・サン」をリモート演奏した動画が公開された。

## キャスト
ジョン・レノン
- アダム・ヘイスティングス
- ロン・マクニール（創設者）
- ジョン・フィックス（代役）
- ギルバート・ボニーラ（代役）
- スティーヴ・ランデス（代役）

ポール・マッカートニー
- アーディ・サラフ
- ニール・カンデローラ（代役）
- ジョシュア・ジョーンズ（代役）
- グラハム・アレクサンダー（代役）

ジョージ・ハリスン
- ギャビン・プリング
- マイケル・アマドール（現在は音響技術者となっている。）
- ロビー・バーグ（代役）
- ダグ・クチュール（代役）

リンゴ・スター
- ジョセフ・ボローニャ
- エリック・フィドル（代役）
- ロロ・サンドオーヴァル
- ブレンダン・ペレオ・レイザー（代役）
- ルイス・レンテリア（代役）

エド・サリヴァン
- ジェフ・デハート
- ジョージ・トルリンガー
- ジェリー・ホーバン（2015年没）

## ディスコグラフィ

### Hark!
『Hark! (Classic Christmas Songs Performed in a Beatles Style)』（ハーク! クラシック クリスマス ソングス パフォームド イン ア ビートルズ スタイル）は、2008年に発売されたアルバム。本作は2002年10月16日に発売された『A Fab Four Christmas』と『Have Yourself a FAB-ulous Little Christmas』に収録の全楽曲をリマスタリングし、ボーナス・トラックを2曲追加して再発売されたもの。
収録の楽曲は、いずれもクリスマスソングや賛美歌をビートルズの楽曲のアレンジでカバーしたものとなっている。
収録曲
1曲目から10曲目が『A Fab Four Christmas』収録曲、11曲目から20曲目が『Have Yourself a FAB-ulous Little Christmas』収録曲、21曲目から22曲目がボーナス・トラックとなる。
| #         | タイトル                                                          | 作詞      | 作曲・編曲 | 元ネタ                               | 時間 |
| --------- | ----------------------------------------------------------------- | --------- | ---------- | ------------------------------------ | ---- |
| 1.        | 「Rudolph the Red-Nosed Reindeer」(Johnny Marks)                  |           |            | I Saw Her Standing There             | 2:05 |
| 2.        | 「Joy to the World」(Lowell Mason)                                |           |            | Please Please Me                     | 2:36 |
| 3.        | 「Feliz Navidad」(José Feliciano)                                 |           |            | And I Love Her                       | 2:50 |
| 4.        | 「Hark! The Herald Angels Sing」(Felix Mendelssohn)               |           |            | Help!                                | 1:47 |
| 5.        | 「Away in a Manger」(Traditional)                                 |           |            | You've Got To Hide Your Love Away    | 2:34 |
| 6.        | 「Good King Wenceslas」(John Mason Neale)                         |           |            | Tell Me What You See                 | 2:40 |
| 7.        | 「It Came Upon the Midnight Clear」(Edmund Sears)                 |           |            | Baby's In Black                      | 1:45 |
| 8.        | 「Winter Wonderland」(Felix Bernard/Richard B. Smith)             |           |            | Honey Don't                          | 2:21 |
| 9.        | 「Frosty the Snowman」(Walter E. Rollins/Steve Nelson)            |           |            | Mr. Moonlight                        | 2:08 |
| 10.       | 「Let It Snow! Let It Snow! Let It Snow!」(Sammy Cahn/Jule Styne) |           |            | Eight Days A Week                    | 1:48 |
| 11.       | 「Silent Night」(Franz Xaver Gruber)                              |           |            | Norwegian Wood (This Bird Has Flown) | 3:12 |
| 12.       | 「The Christmas Song」(Mel Tormé)                                 |           |            | Here, There And Everywhere           | 2:47 |
| 13.       | 「God Rest Ye Merry Gentlemen」(Traditional)                      |           |            | Within You Without You               | 3:05 |
| 14.       | 「Santa Claus Is Comin' to Town」(J.F. Coots)                     |           |            | When I'm Sixty Four                  | 2:08 |
| 15.       | 「What Child Is This?」(William Chatterton Dix)                   |           |            | While My Guitar Gently Weeps         | 4:39 |
| 16.       | 「Blue Christmas」(Billy Hayes)                                   |           |            | Revolution 1                         | 3:53 |
| 17.       | 「Dear Santa」(Richard Starkey/Mark Hudson/Steve Dudas)           |           |            | Oh! Darling                          | 3:28 |
| 18.       | 「The Little Drummer Boy」(Katherine Kennicott Davis)             |           |            | Sun King                             | 3:35 |
| 19.       | 「Rockin' Around the Christmas Tree」(Johnny Marks)               |           |            | Got To Get You Into My Life          | 2:49 |
| 20.       | 「Jingle Bells」(James Lord Pierpont)                             |           |            | Tomorrow Never Knows                 | 2:40 |
| 21.       | 「Sleigh Ride」(Leroy Anderson)                                   |           |            | Lady Madonna                         | 2:45 |
| 22.       | 「The First Noel」(Traditional)                                   |           |            | Let It Be                            | 4:11 |
| 合計時間: | 合計時間:                                                         | 合計時間: | 61:46      |                                      |      |

参加メンバー
- ロン・マクニール - Vocals, Guitar, Keyboards, Harmonica
- アーディ・サラフ - Vocals, Bass, Keyboards, Guitar
- マイケル・アマドール - Vocals, Lead Guitar, Keyboards, Sitar
- ロロ・サンドオヴァール - Vocals, Drums, Percussion

### The Ultimate Beatles Tribute in Concert, Vol. 1
『The Ultimate Beatles Tribute in Concert, Vol. 1』（ジ・アルティメット・ビートルズ・トリビュート・イン・コンサート・ヴォリューム・ワン）は、2002年と2011年に発売されたライヴ・アルバム。
本作には、2001年夏にディズニーランド内のトゥモローランド・テラスで開催されたライヴの音源が収録されている。
| 全作詞・作曲: Lennon/McCartney（特記を除く）。 |                                                  |                                 |                                 |      |
| #                                              | タイトル                                         | 作詞                            | 作曲・編曲                      | 時間 |
| 1.                                             | 「Twist And Shout」(Phil Medley, Bert Berns)     | Lennon/McCartney （特記を除く） | Lennon/McCartney （特記を除く） |      |
| 2.                                             | 「Please Please Me」                             | Lennon/McCartney （特記を除く） | Lennon/McCartney （特記を除く） | 2:07 |
| 3.                                             | 「All My Loving」                                | Lennon/McCartney （特記を除く） | Lennon/McCartney （特記を除く） | 2:13 |
| 4.                                             | 「I Want To Hold Your Hands」                    | Lennon/McCartney （特記を除く） | Lennon/McCartney （特記を除く） | 2:24 |
| 5.                                             | 「From Me To You」                               | Lennon/McCartney （特記を除く） | Lennon/McCartney （特記を除く） | 2:03 |
| 6.                                             | 「Love Me Do」                                   | Lennon/McCartney （特記を除く） | Lennon/McCartney （特記を除く） | 2:28 |
| 7.                                             | 「Do You Want To Know A Secret」                 | Lennon/McCartney （特記を除く） | Lennon/McCartney （特記を除く） | 2:01 |
| 8.                                             | 「Boys」(Luther Dixon, Wes Farrell)              | Lennon/McCartney （特記を除く） | Lennon/McCartney （特記を除く） | 2:32 |
| 9.                                             | 「You Really Got A Hold On Me」(Smokey Robinson) | Lennon/McCartney （特記を除く） | Lennon/McCartney （特記を除く） | 2:57 |
| 10.                                            | 「This Boy」                                     | Lennon/McCartney （特記を除く） | Lennon/McCartney （特記を除く） | 2:25 |
| 11.                                            | 「A Hard Day's Night」                           | Lennon/McCartney （特記を除く） | Lennon/McCartney （特記を除く） | 2:32 |
| 12.                                            | 「I Should Have Known Better」                   | Lennon/McCartney （特記を除く） | Lennon/McCartney （特記を除く） | 2:52 |
| 13.                                            | 「If I Fell」                                    | Lennon/McCartney （特記を除く） | Lennon/McCartney （特記を除く） | 2:18 |
| 14.                                            | 「Eight Days A Week」                            | Lennon/McCartney （特記を除く） | Lennon/McCartney （特記を除く） | 2:49 |
| 15.                                            | 「Can't Buy Me Love」                            | Lennon/McCartney （特記を除く） | Lennon/McCartney （特記を除く） | 2:12 |
| 16.                                            | 「Act Naturally」(Buck Owens)                    | Lennon/McCartney （特記を除く） | Lennon/McCartney （特記を除く） | 2:41 |
| 17.                                            | 「Help!」                                        | Lennon/McCartney （特記を除く） | Lennon/McCartney （特記を除く） | 2:20 |
| 18.                                            | 「Michelle」                                     | Lennon/McCartney （特記を除く） | Lennon/McCartney （特記を除く） | 3:01 |
| 19.                                            | 「I Feel Fine」                                  | Lennon/McCartney （特記を除く） | Lennon/McCartney （特記を除く） | 2:28 |
| 20.                                            | 「Yesterday」                                    | Lennon/McCartney （特記を除く） | Lennon/McCartney （特記を除く） | 2:13 |
| 21.                                            | 「She Loves You」                                | Lennon/McCartney （特記を除く） | Lennon/McCartney （特記を除く） | 2:20 |
| 22.                                            | 「Roll Over Beethoven」(Chuck Berry)             | Lennon/McCartney （特記を除く） | Lennon/McCartney （特記を除く） | 2:39 |
| 23.                                            | 「I Saw Her Standing There」                     | Lennon/McCartney （特記を除く） | Lennon/McCartney （特記を除く） | 3:33 |
| 24.                                            | 「Twist And Shout」(Phil Medley, Bert Berns)     | Lennon/McCartney （特記を除く） | Lennon/McCartney （特記を除く） | 2:49 |
| 25.                                            | 「Outro」(N/A)                                   | Lennon/McCartney （特記を除く） | Lennon/McCartney （特記を除く） |      |

### TV Special Soundtrack
『TV Special Soundtrack』（ティーヴィ・スペシャル・サウンドトラック）は、2013年に発売されたライヴ・アルバム。
本作には、2012年1月にペチャンガ リゾート＆カジノで開催されたライブの音源が収録されている。公式サイトで販売が行なわれている。また、ジョージ・ハリスン役のギャビン・プリングとリンゴ・スター役のエリック・フィドルが参加した初の作品となる。
| 全作詞・作曲: Lennon/McCartney(特記を除く)。 |                                                     |                               |                               |
| #                                            | タイトル                                            | 作詞                          | 作曲・編曲                    |
| 1.                                           | 「I Want To Hold Your Hand」                        | Lennon/McCartney (特記を除く) | Lennon/McCartney (特記を除く) |
| 2.                                           | 「All My Loving」                                   | Lennon/McCartney (特記を除く) | Lennon/McCartney (特記を除く) |
| 3.                                           | 「A Hard Day's Night」                              | Lennon/McCartney (特記を除く) | Lennon/McCartney (特記を除く) |
| 4.                                           | 「Eight Days A Week」                               | Lennon/McCartney (特記を除く) | Lennon/McCartney (特記を除く) |
| 5.                                           | 「Can't Buy Me Love」                               | Lennon/McCartney (特記を除く) | Lennon/McCartney (特記を除く) |
| 6.                                           | 「Help!」                                           | Lennon/McCartney (特記を除く) | Lennon/McCartney (特記を除く) |
| 7.                                           | 「She Loves You」                                   | Lennon/McCartney (特記を除く) | Lennon/McCartney (特記を除く) |
| 8.                                           | 「I Saw Her Standing There」                        | Lennon/McCartney (特記を除く) | Lennon/McCartney (特記を除く) |
| 9.                                           | 「Twist And Shout」(Phil Medley, Bert Berns)        | Lennon/McCartney (特記を除く) | Lennon/McCartney (特記を除く) |
| 10.                                          | 「Yesterday」                                       | Lennon/McCartney (特記を除く) | Lennon/McCartney (特記を除く) |
| 11.                                          | 「Sgt. Pepper's Lonely Hearts Club Band」           | Lennon/McCartney (特記を除く) | Lennon/McCartney (特記を除く) |
| 12.                                          | 「With A Little Help From My Friends」              | Lennon/McCartney (特記を除く) | Lennon/McCartney (特記を除く) |
| 13.                                          | 「Strawberry Fields Forever」                       | Lennon/McCartney (特記を除く) | Lennon/McCartney (特記を除く) |
| 14.                                          | 「Yellow Submarine」                                | Lennon/McCartney (特記を除く) | Lennon/McCartney (特記を除く) |
| 15.                                          | 「Sgt. Pepper's Lonely Hearts Club Band (Reprise)」 | Lennon/McCartney (特記を除く) | Lennon/McCartney (特記を除く) |
| 16.                                          | 「A Day In The Life」                               | Lennon/McCartney (特記を除く) | Lennon/McCartney (特記を除く) |
| 17.                                          | 「Imagine」(John Lennon)                            | Lennon/McCartney (特記を除く) | Lennon/McCartney (特記を除く) |
| 18.                                          | 「Here Comes The Sun」(George Harrison)             | Lennon/McCartney (特記を除く) | Lennon/McCartney (特記を除く) |
| 19.                                          | 「Get Back」                                        | Lennon/McCartney (特記を除く) | Lennon/McCartney (特記を除く) |
| 20.                                          | 「Revolution」                                      | Lennon/McCartney (特記を除く) | Lennon/McCartney (特記を除く) |
| 21.                                          | 「Hey Jude」                                        | Lennon/McCartney (特記を除く) | Lennon/McCartney (特記を除く) |